# 阿西姆·马雷
阿西姆·艾哈迈德·穆罕默德·马雷（1992年6月16日—）為埃及男子籃球運動員，出生於埃及吉萨，其父親艾哈迈德·马雷為前埃及奧運國手，阿西姆小時候時是在踢足球的，九歲時棄足從籃，17歲時受邀參加於南非约翰内斯堡舉辦的籃球無國界訓練營，在訓練營上與時任波特兰开拓者助理教練比爾·貝諾相見並開始保有聯繫，阿西姆在2011年U19世青男籃賽繳出場均18.5分、12.3籃板的表現，2011年秋天貝諾幫阿西姆找尋NCAA一級學校就讀，但由於阿西姆曾效力埃及職業球隊扎馬雷克的關係失去一年NCAA一級的參賽資格，以及國際轉會的關係也失去一年NCAA的參賽資格，因此此時改到明尼苏达森林狼執教的貝諾安排阿西姆進入NCAA二級學校明尼苏达州立大学就讀。

## 外部連結
- 阿西姆·马雷在fiba.basketball（英语）
- 阿西姆·马雷在archive.fiba.com（存檔）（英语）
- 阿西姆·马雷在歐洲籃球聯賽（英语）
- 阿西姆·马雷在土耳其籃球超級聯賽（英语）
- 阿西姆·马雷在德國籃球甲級聯賽（德语）
- 阿西姆·马雷在韓國籃球聯賽（英语）
- 阿西姆·马雷在Basketball-Reference.com（國際）（英语）
- 阿西姆·马雷在Eurobasket.com（球員）（英语）
- 阿西姆·马雷在Proballers（英语）
- 阿西姆·马雷在RealGM（英语）
- 阿西姆·马雷在Flashscore（英语）